# Robert Pražák
Robert Pražák (n. 2 decembrie 1892, Pilsen, Austro-Ungaria – d. 16 mai 1966, Plzeň, Cehoslovacia) a fost un gimnast artistic ce a reprezentat Cehoslovacia, medaliat olimpic. A participat la două ediții ale Jocurilor Olimpice (1920, 1924) în care a câștigat 3 medalii de argint.